# Strijdkrachten van Iran
De Strijdkrachten van Iran (Perzisch: نيروهای مسلح جمهوری اسلامی ايران) bestaan uit het reguliere leger, de Revolutionaire Garde en de politie.

## Leger
Het Iraanse leger (Perzisch: ارتش جمهوری اسلامی ایران) bestaat uit de Iraanse landmacht, marine, luchtmacht en luchtafweer. De troepen bestaan uit naar schatting 545.000 man: de landmacht 465.000 man, de marine 28.000 man, de luchtmacht 52.000 man. De Iraanse luchtafweer is een afsplitsing van de luchtmacht.

## Revolutionaire Garde
De Iraanse Revolutionaire Garde (Perzisch:سپاه پاسداران انقلاب اسلامی) bestaat uit naar schatting 120.000 militairen verdeeld over een eigen landmacht, marine, luchtmacht en de Quds-brigade (Special Forces). Hiernaast is er nog de Basij.
De Basij (Perzisch:بسيج) is een paramilitaire vrijwilligersmilitie, opgericht in opdracht van Ayatollah Khomeini in november 1979, die valt onder de Iraanse Revolutionaire Garde. Basij betekent letterlijk mobilisatie. Het wordt ook wel Basij-e Mostaz'afin, letterlijk 'Mobilisatie van de onderdrukten' genoemd. De officiële aanduiding is Nirou-ye Moqavemat-e Basij, letterlijk 'Mobilisatie Verzetsleger'.
De schatting van de aantallen Basij is controversieel. Iraanse bronnen spreken over 12,6 miljoen paramilitairen, inclusief vrouwen.
Het Center for Strategic and International Studies maakt in een rapportage van 2005 een schatting 90.000 geüniformeerde actieve fulltime geüniformeerde leden, 300.000 reservisten, en een totaal van 20 miljoen mannen/vrouwen die kunnen worden ingezet indien nodig .

## Politie
De politie (Perzisch: نيروی انتظامی جمهوری اسلامی ایران).